# Белпър
Бѐлпър (на английски: Belper) е град в графство Дарбишър, Централна Англия.
Намира се на 8 km северно от град Дарби, близо до река Дъруент. Населението му е 20 548 по данни от преброяването през 2001 г. Разполага с постоянен превоз с автобус до Дарби и на север, както и до Рипли и много съседни селища. Железопътната гара на Белпър е част от голяма жп верига. Като относително малък град, в Белпър са построени три супермаркета в допълнение към малка, но много оживена пазарна част, намираща се най-вече на Кинг Стрийт (King Street).

## Спорт
Футболният отбор на града се казва ФК Белпър Таун.

## Училища

### Основни училища
- Holbrook Primary School
- St Elizabeth's Primary School
- St Johns Primary School
- Herbert Strutt Primary School
- Pottery Primary School
- Long Row Primary School
- Ambergate Primary School

### Средни училища
- Belper School